# 床中
床中（とこなか、1960年10月27日 - ）は、大相撲の床山。本名は中山紀久雄。佐賀県嬉野市出身。入門時は押尾川部屋、現在は錦戸部屋所属。現在特等床山を務めている。

## 履歴
- 1978年5月場所 - 採用。
- 1999年1月場所 - 二等床山に昇進。
- 2009年1月場所 - 一等床山に昇進。
- 2025年1月場所 - 特等床山に昇進[2]。